# Shout Out to My Ex
Singles de Little Mix
Hair
(2016) Touch
(2016)
Shout Out to My Ex est une chanson du groupe britannique Little Mix, sortie le 16 octobre 2016 par le label Syco Music, apparaissant sur leur quatrième album Glory Days. La chanson est citée comme un hymne au girl power et à la rupture recevant des critiques très positives de la part des journalistes musicaux, pour le message d'empowerment, sa production et la performance vocale du groupe.

## Composition
D'après les partitions publiées, la chanson est composée en fa majeur et se déroule en mesure commune à un tempo modéré de 126 bpm. Les paroles évoquent une relation passée.

## Clip
La vidéo se déroule dans le désert de Tabernas en Espagne, et est diffusée le 20 octobre 2016 sur Vevo. Réalisé par Sarah Chatfield, le groupe traîne dans une caravane, se promène sur une autoroute bordée d'arbres couleur lavande et pose au bord d'une piscine.